# Кабанаш-де-Тавира
Кабанаш-де-Тавира (порт. Cabanas de Tavira) — район (фрегезия) в Португалии, входит в округ Фару. Является составной частью муниципалитета Тавира. По старому административному делению входил в провинцию Алгарве (регион). Входит в экономико-статистический субрегион Алгарве, который входит в Алгарве. Население составляет 1070 человек на 2001 год. Занимает площадь 6,31 км².
Покровителем района считается Дева Мария (порт. Maria).